# دانو (ایزدبانوی ایرلندی)
دانو (انگلیسی: Danu) در اساطیر ایرلندی، الهه مادر بازسازی شده الهه مادر توآتا دی دانان (ایرلندی قدیم: "مردم الهه دانو") است. اگرچه در درجه اول به عنوان یک شخصیت اجدادی دیده می‌شود، برخی از منابع دوره ویکتوریا نیز او را با این سرزمین مرتبط می‌دانند.